# Якутин, Анатолий Фёдорович
Анатолий Фёдорович Якутин (род. 26 апреля 1942, Москва)— советский партийный деятель, первый секретарь Лиепайского горкома Компартии Латвии.

## Биография
Родился 26 апреля 1942 года в Москве. Член КПСС с 1965 года.
Окончил Рижский политехнический институт им. А. Пельше и Высшую партийную школу.
С 1962 года — инженер на заводе «Лиепаймаш».
С 1973 года — инструктор, заведующий отделом, секретарь Лиепайского горкома Компартии Латвии.
С 1984 по 1987 год — секретарь, первый секретарь Лиепайского горкома партии.
Депутат Верховного Совета Латвийской ССР 11-го созыва, член Комиссии по товарам народного потребления.
По состоянию на 2018 год живёт в Москве.